# Náklo
Náklo (deutsch Nakel) ist eine Gemeinde mit 1538 Einwohnern (1. Januar 2016) in Tschechien. Sie liegt zwölf Kilometer nordwestlich von Olomouc in der Hanna und gehört zum Okres Olomouc. Die Katasterfläche beträgt 1146 ha.

## Geographie
Das Dorf befindet sich in 225 m ü. M. am Flüsschen Cholinka in der Ebene rechts der March (Fluss), deren Lauf östlich von Náklo vorbeiführt. Westlich verläuft die Europastraße 442/Staatsstraße 35 sowie die Staatsstraße 635, die die Städte Olomouc und Litovel verbinden. Nördlich liegt der Fischweiher Podkova.
Nachbarorte sind Březové im Norden, Lhota nad Moravou im Nordosten, Hynkov im Osten, Příkazy im Südosten, Vojnice und Těšetice im Süden, Senice na Hané im Südwesten, Dubčany im Westen sowie Nezice im Nordwesten.

## Geschichte
Die erste urkundliche Erwähnung als Nakel stammt aus einer Liste Ottos des Schönen aus dem Jahre 1078, in der dieser einen Teil seiner Zehnteinnahmen den neu errichtetem Kloster Hradisko in Olmütz überließ. Der Ort wurde Sitz der Ritter von Nakel, die alle den Vornamen Bohuněk trugen und eine Feste und Herrenhof besaßen. Seit 1140 ist eine Pfarre nachweisbar. Im Jahre 1450 wurde die Kirche erneuert.
Um 1600 entstand die erste Dorfschule, die sich bei der Kirche und dem Pfarramt befand. Nachdem die Schweden während des Dreißigjährigen Krieges das Dorf zerstört hatten, wurde die Schule 1642 wieder aufgebaut.
Nach dem 1784 das Kloster Hradisko aufgehoben wurde, gründete der k. k. Hofrat Joachim von Stettenhofen 1785 auf den Fluren des ehemaligen klösterlichen Hofes die Siedlung Joachimsdorf. In der Siedlung entstand eine Kapelle, welche heute nicht mehr existiert. Seit 1918 wurden beide Dörfer immer mehr zusammen und 1937 wurde Jáchymov nach Náklo eingemeindet.
Ab 1826 wurde Philipp Ludwig de Saint-Genois Besitzer der Herrschaft Nakel.
Am 16. November 1939 wurde auf dem Friedhof der Medizinstudent Jan Opletal beigesetzt, der am 11. November den Schussverletzungen erlegen war, die er sich bei der Demonstration zum 21. Jahrestag der Gründung der Tschechoslowakei am 22. Oktober 1939 im Prager Stadtzentrum durch Schüsse deutscher Zivilisten in die Menge zugezogen hatte.
1960 erfolgte die Eingemeindung von Mezice, Lhota nad Moravou und Střeň. 1993 erhielt Střen seine Selbständigkeit zurück. Heute ist Náklo ein Zentrum hannakischer Brauchtumspflege.

## Sehenswürdigkeiten
- Kirche St. Georg
- Marterlkreuz
- Statue des hl. Florian, 1786 aufgestellt
- Kapelle in Mezice
- Hölzerner Glockenturm in Lhota nad Moravou
- Holzkruzifix in Lhota nad Moravou
- Marterl in Lhota nad Moravou

## Partnergemeinde
- Nakło nad Notecią, Polen

## Söhne und Töchter der Gemeinde
- František Červínek (1858–1921), hannakischer Schriftsteller, seine Bücher schrieb er unter den Pseudonymen Alois Zábranský und Baltasar Pelyněk
- František Pišmistr (1864–1937), Theologe, veröffentlichte unter dem Pseudonym František Nákelský pädagogische und soziologische Schriften
- Ludmila Konečná (1862–1935), Frauenrechtlerin
- Zdenka Wiedermannová (1868–1915), Frauenrechtlerin
- Karel Fišara (1871–1910), bedeutender Kunstsammler
- Josef Vrbka (1888–1964), Ornithologe, Redakteur und Autor
- Ladislav Navrátil (1892–1980), mährischer Schriftsteller
- Jan Opletal (1915–1939), Medizinstudent, starb durch Schussverletzung auf einer Demonstration in Prag (vgl. Sonderaktion Prag)

## Gemeindegliederung
Die Gemeinde Náklo besteht aus den Ortsteilen Lhota nad Moravou (Ölhütten), Mezice (Mösitz) und Náklo (Nakel), die zugleich auch Katastralbezirke bilden sowie der Ortslage Jáchymov (Joachimsdorf).